# Bilheteira dos cinemas em Portugal em 2009
Listas com o valor das receitas em euros (€) e o número de espectadores dos principais filmes lançados nos cinemas em Portugal, no ano de 2009.

## Filme com maior receita bruta em cada semana
| #  | Semana                         | Filme                                        | Receita bruta  | Espectadores |
| -- | ------------------------------ | -------------------------------------------- | -------------- | ------------ |
| 1  | 1 — 7 de janeiro               | Austrália                                    | 365 078,94 €   | 79 037       |
| 2  | 8 — 14 de janeiro              | A Troca                                      | 216 143,69 €   | 47 879       |
| 3  | 17 — 21 de janeiro             | O Estranho Caso de Benjamin Button           | 319 178,62 €   | 73 138       |
| 4  | 24 — 30 de janeiro             | O Estranho Caso de Benjamin Button           | 355 022,19 €   | 79 933       |
| 5  | 29 de janeiro — 4 de fevereiro | O Estranho Caso de Benjamin Button           | 278 108,00 €   | 61 103       |
| 6  | 5 — 11 de fevereiro            | Valquíria                                    | 245 656,99 €   | 55 244       |
| 7  | 12 — 18 de fevereiro           | Valquíria                                    | 187 664,40 €   | 42 067       |
| 8  | 19 — 25 de fevereiro           | Quem Quer Ser Bilionário?                    | 280 579,40 €   | 61 112       |
| 9  | 26 de fevereiro — 4 de março   | Quem Quer Ser Bilionário?                    | 256 867,29 €   | 54 997       |
| 10 | 5 — 11 de março                | Watchmen - Os Guardiões                      | 208 159,34 €   | 46 594       |
| 11 | 12 — 18 de março               | Gran Torino                                  | 203 652,11 €   | 45 729       |
| 12 | 19 — 25 de março               | Marley & Eu                                  | 277 375,73 €   | 62 453       |
| 13 | 26 de março — 1 de abril       | Marley & Eu                                  | 226 931,20 €   | 50 634       |
| 14 | 2 — 8 de abril                 | Monstros vs. Aliens                          | 610 272,96 €   | 107 362      |
| 15 | 9 — 15 de abril                | Monstros vs. Aliens                          | 468 491,92 €   | 81 604       |
| 16 | 16 — 22 de abril               | Velozes e Furiosos                           | 522 967,78 €   | 114 711      |
| 17 | 23 — 29 de abril               | Velozes e Furiosos                           | 249 492,71 €   | 54 344       |
| 18 | 30 de abril — 6 de maio        | X-Men Origens: Wolverine                     | 293 967,00 €   | 64 932       |
| 19 | 7 — 13 de maio                 | Star Trek                                    | 162 640,35 €   | 35 578       |
| 20 | 14 — 20 de maio                | Anjos e Demónios                             | 760 311,44 €   | 165 487      |
| 21 | 21 — 27 de maio                | Anjos e Demónios                             | 475 780,24 €   | 101 960      |
| 22 | 28 de maio — 3 de junho        | Anjos e Demónios                             | 241 792,26 €   | 52 220       |
| 23 | 4 — 10 de junho                | Exterminador Implacável: A Salvação          | 394 154,15 €   | 85 480       |
| 24 | 11 — 17 de junho               | Anjos e Demónios                             | 167 328,56 €   | 35 817       |
| 25 | 18 — 24 de junho               | A Ressaca                                    | 214 813,22 €   | 49 085       |
| 26 | 25 de junho — 1 de julho       | Transformers: Retaliação                     | 517 526,56 €   | 112 571      |
| 27 | 2 — 8 de julho                 | A Idade do Gelo 3: Despertar dos Dinossauros | 1 070 168,70 € | 188 217      |
| 28 | 9 — 15 de julho                | A Idade do Gelo 3: Despertar dos Dinossauros | 739 446,05 €   | 130 030      |
| 29 | 16 — 22 de julho               | Harry Potter e o Príncipe Misterioso         | 1 071 808,93 € | 232 617      |
| 30 | 23 — 29 de julho               | A Idade do Gelo 3: Despertar dos Dinossauros | 416 606,13 €   | 72 032       |
| 31 | 30 de julho — 5 de agosto      | A Idade do Gelo 3: Despertar dos Dinossauros | 368 588,56 €   | 62 887       |
| 32 | 6 — 12 de agosto               | Inimigos Públicos                            | 319 344,25 €   | 70 440       |
| 33 | 13 — 19 de agosto              | Up - Altamente!                              | 865 681,26 €   | 148 861      |
| 34 | 20 — 26 de agosto              | Up - Altamente!                              | 677 684,44 €   | 116 203      |
| 35 | 27 de agosto — 2 de setembro   | Sacanas Sem Lei                              | 540 659,24 €   | 116 647      |
| 36 | 3 — 9 de setembro              | Sacanas Sem Lei                              | 219 200,48 €   | 47 669       |
| 37 | 10 — 16 de setembro            | O Último Destino 3D                          | 273 774,78 €   | 42 537       |
| 38 | 17 — 23 de setembro            | O Último Destino 3D                          | 159 092,29 €   | 24 675       |
| 39 | 24 — 30 de setembro            | Distrito 9                                   | 166 577,71 €   | 36 415       |
| 40 | 1 — 7 de outubro               | Força-G                                      | 449 812,35 €   | 75 821       |
| 41 | 8 — 14 de outubro              | Força-G                                      | 196 459,00 €   | 33 565       |
| 42 | 15 — 21 de outubro             | Força-G                                      | 141 317,31 €   | 23 631       |
| 43 | 22 — 28 de outubro             | Força-G                                      | 132 341,00 €   | 21 688       |
| 44 | 29 de outubro — 4 de novembro  | Michael Jackson's This Is It                 | 274 033,00 €   | 58 580       |
| 45 | 5 — 11 de novembro             | Os Substitutos                               | 166 880,00 €   | 36 226       |
| 46 | 12 — 18 de novembro            | 2012                                         | 860 411,00 €   | 184 816      |
| 47 | 19 — 25 de novembro            | 2012                                         | 606 569,00 €   | 130 007      |
| 48 | 26 de novembro — 2 de dezembro | A Saga Twilight - Lua Nova                   | 1 361 327,00 € | 291 461      |
| 49 | 3 — 9 de dezembro              | A Saga Twilight - Lua Nova                   | 522 206,00 €   | 113 318      |
| 50 | 10 — 16 de dezembro            | A Saga Twilight - Lua Nova                   | 187 564,00 €   | 40 570       |
| 51 | 17 — 23 de dezembro            | Avatar                                       | 1 186 228,00 € | 209 637      |
| 52 | 24 — 30 de dezembro            | Avatar                                       | 1 133 072,00 € | 200 375      |

## Os 20 filmes mais vistos
| #  | Estreia                | Filme                                        | Receita bruta  | Espectadores |
| -- | ---------------------- | -------------------------------------------- | -------------- | ------------ |
| 1  | 2 de julho de 2009     | A Idade do Gelo 3: Despertar dos Dinossauros | 3 766 668,98 € | 667 684      |
| 2  | 12 de novembro de 2009 | 2012                                         | 2 469 749,67 € | 530 741      |
| 3  | 26 de novembro de 2009 | A Saga Twilight - Lua Nova                   | 2 381 324,81 € | 513 328      |
| 4  | 14 de maio de 2009     | Anjos e Demónios                             | 2 339 798,17 € | 504 740      |
| 5  | 13 de agosto de 2009   | Up - Altamente!                              | 2 655 778,18 € | 469 668      |
| 6  | 16 de julho de 2009    | Harry Potter e o Príncipe Misterioso         | 1 985 895,17 € | 434 514      |
| 7  | 17 de dezembro de 2009 | Avatar                                       | 2 399 744,96 € | 424 088      |
| 8  | 15 de janeiro de 2009  | O Estranho Caso de Benjamin Button           | 1 780 065,54 € | 397 244      |
| 9  | 5 de fevereiro de 2009 | Quem Quer Ser Bilionário?                    | 1 750 473,83 € | 382 753      |
| 10 | 27 de agosto de 2009   | Sacanas Sem Lei                              | 1 567 072,05 € | 339 658      |
| 11 | 2 de abril de 2009     | Monstros vs. Aliens                          | 1 708 016,60 € | 298 870      |
| 12 | 9 de julho de 2009     | A Proposta                                   | 1 195 275,52 € | 266 653      |
| 13 | 16 de abril de 2009    | Velozes e Furiosos                           | 1 146 618,39 € | 250 187      |
| 14 | 18 de junho de 2009    | A Ressaca                                    | 1 055 775,27 € | 236 205      |
| 15 | 25 de junho de 2009    | Transformers: Retaliação                     | 1 025 020,19 € | 224 827      |
| 16 | 19 de março de 2009    | Marley & Eu                                  | 917 063,87 €   | 205 406      |
| 17 | 20 de agosto de 2009   | ABC da Sedução                               | 921 635,35 €   | 204 696      |
| 18 | 1 de outubro de 2009   | Força-G                                      | 1 134 244,70 € | 200 650      |
| 19 | 6 de agosto de 2009    | Inimigos Públicos                            | 904 919,25 €   | 199 929      |
| 20 | 8 de janeiro de 2009   | A Troca                                      | 837 059,30 €   | 188 622      |

## Os 10 filmes nacionais mais vistos
| #  | Estreia                | Filme                                 | Receita bruta | Espectadores |
| -- | ---------------------- | ------------------------------------- | ------------- | ------------ |
| 1  | 3 de dezembro de 2009  | Uma Aventura na Casa Assombrada       | 474 191,91 €  | 103 995      |
| 2  | 29 de janeiro de 2009  | Second Life                           | 403 947,49 €  | 90 186       |
| 3  | 4 de dezembro de 2008  | Amália - O Filme                      | 321 080,68 €  | 77 334       |
| 4  | 15 de janeiro de 2009  | Contrato                              | 205 605,02 €  | 45 379       |
| 5  | 17 de setembro de 2009 | A Esperança Está Onde Menos Se Espera | 174 388,87 €  | 40 675       |
| 6  | 4 de junho de 2009     | Star Crossed - Amor em Jogo           | 53 917,98 €   | 12 419       |
| 7  | 19 de março de 2009    | 100Volta                              | 33 428,19 €   | 7 685        |
| 8  | 30 de abril de 2009    | Singularidades de uma Rapariga Loura  | 26 254,91 €   | 6 104        |
| 9  | 15 de outubro de 2009  | Morrer como um Homem                  | 27 335,19 €   | 5 842        |
| 10 | 23 de abril de 2009    | Um Amor de Perdição                   | 20 563,24 €   | 5 109        |

Nota: A cor de fundo       indica que o filme foi coproduzido com outros países.

## Exibição por distrito / região autónoma
| Distrito         | Ecrãs | Lugares | Sessões | Receita bruta   | Espectadores |
| ---------------- | ----- | ------- | ------- | --------------- | ------------ |
| Aveiro           | 32    | 7 272   | 27 904  | 2 346 315,89 €  | 497 957      |
| Beja             | 10    | 2 835   | 582     | 56 754,54 €     | 23 359       |
| Braga            | 36    | 7 241   | 33 347  | 3 520 346,12 €  | 808 291      |
| Bragança         | 6     | 1 320   | 2 313   | 151 162,80 €    | 37 713       |
| Castelo Branco   | 10    | 1 405   | 9 739   | 769 581,45 €    | 167 929      |
| Coimbra          | 23    | 3 932   | 28 438  | 2 830 636,66 €  | 568 151      |
| Évora            | 11    | 2 199   | 1 301   | 77 613,97 €     | 23 888       |
| Faro             | 40    | 6 352   | 45 734  | 4 742 605,62 €  | 983 116      |
| Guarda           | 7     | 1 236   | 4 678   | 300 512,05 €    | 65 362       |
| Leiria           | 26    | 5 123   | 17 385  | 1 988 784,90 €  | 393 252      |
| Lisboa           | 160   | 28 444  | 232 847 | 28 520 903,49 € | 5 904 859    |
| Portalegre       | 4     | 1 543   | 114     | 12 517,35 €     | 5 722        |
| Porto            | 92    | 17 652  | 119 205 | 14 765 034,13 € | 3 311 352    |
| Santarém         | 18    | 4 071   | 12 330  | 1 238 038,35 €  | 270 321      |
| Setúbal          | 50    | 11 330  | 61 220  | 7 467 495,24 €  | 1 567 160    |
| Viana do Castelo | 7     | 1 306   | 5 742   | 749 259,10 €    | 167 333      |
| Vila Real        | 9     | 1 247   | 8 180   | 810 276,99 €    | 158 414      |
| Viseu            | 18    | 2 868   | 15 497  | 1 174 333,60 €  | 236 796      |
| Açores           | 5     | 862     | 5 219   | 660 023,35 €    | 142 593      |
| Madeira          | 13    | 2 676   | 19 550  | 1 659 414,21 €  | 371 122      |
| Total nacional   | 577   | 110 914 | 651 325 | 73 841 609,81 € | 15 704 690   |